# Вела Пеева
Величка (Вела) Пеева Пеева с нелегално име Пенка е деец на Работническия младежки съюз (РМС) и на Българската работническа партия (БРП), участник в Партизанското движение в България през годините на Втората световна война.

## Биография
Вела Пеева е родена на 16 март 1922 г. в чепинското село Каменица, в семейството на Пею и Катерина Пееви. Началното си образование получава в Каменското основно училище (1929 - 1936) и в Лъдженската непълна гимназия (1936 - 1938). През есента на 1938 г. постъпва в Пазарджишката девическа гимназия, която завършва през лятото на 1941 г. През първия срок на учебната 1938/1939 г. става член на РМС, влиза в гимназиалното ръководство на организацията и работи заедно с местните активисти Костадин Старев, Димитър Караиванов, Любен Шкодров, Лазар Боснев и други. Членува в есперантското дружество „Радио“ в Пазарджик заедно с други активни комунисти и ремсисти – Стоян Танев, Стефан Шкодров, Стойо Калпазанов.
През есента на 1941 г. В. Пеева се записва за студентка по педагогика, а през 1942 се прехвърля да учи география в Софийския университет. Посещава лекциите на Димитър Михалчев. Активистка е и на Българския общ народен студентски съюз - участва в комунистическата студентска демонстрация пред Народния театър на 8 декември 1941 г., прераснала в сблъсъци с полицията и антикомунисти. От пролетта на 1942 до април 1943 г. Вела Пеева е привлечена от Емил Марков за сътрудник на Централната военна комисия при Централния комитет на БРП, прераснала в Главен щаб на така наречената НОВА. През този период тя работи заедно с Емил Марков, Адалберт Антонов (Малчика), Петър Вранчев, Владо Танов и други, като поддържа връзката на НОВА и ЦК на БРП с окръжните комитети на БРП и РМС в Пазарджишко.
През пролетта на 1942 г. по инициатива на Вела Пеева група младежи (Гера Пеева, Георги Шулев, Крум Гинчев, Стоил Гълъбов, Пейо Бозов, Яко Й. Молхов), членове на бойната група на РМС в Каменица, започват да издават нелегалния вестник „Просветител“.

### В нелегалност
На 27 април 1943 г. Вела Пеева минава заедно със сестра си Гера в нелегалност като партизанка в отряд „Антон Иванов“. Прeз август 1943 г. е приета за член на БРП. При разделянето на отряда на четири чети около началото на септември 1943 г. Вела Пеева попада в състава на чета „Стефан Божков“ с командир Георги Ванчев. По същото време обаче в лагера на четата край село Жребичко пристига Георги Серкеджиев – Пашката, който донася разпореждане Вела Пеева и още няколко партизани да преминат на разпореждане към щаба на отряда, разквартируван в околностите на село Свети Спас близо до Пловдив. В началото на ноември Вела Пеева отива в лагера „Техеран“ заедно с партизаните от четите „Георги Жечев“ и „Петър Ченгелов“. На 15 ноември 1943 г. в лагера пристига заповед партизаните от Чепинско да се обособят в отделна военна единица в рамките на Трета Пазарджишка въстаническа оперативна зона под общото командване на Методи Шаторов. Така Вела Пеева, Гера Пеева, Атанас Семерджиев - Цветан, Костадин Гяуров, Крум Гинчев, Стоил Гълъбов, Атанас Юмерски, Надка Дамянова, Димитър Горостанов се отделят от „Антон Иванов“ и отиват в Чепинско, за да поставят началото на нова чета. В началото на декември 1943 г. в лагера край река Баталач е проведено събрание с участието на 15 партизани, на което четата получава името „Братя Кръстини“. Избрано е и ръководство: командир - Атанас Семерджиев, политкомисар - Манол Велев, отговорник за агитацията и пропагандата - Вела Пеева, домакин - Никола Божанов. През лятото на 1944 г. четата прераства в Партизанска бригада „Чепинец“.

### Смърт
През последната седмица на март 1944 г. четирима партизани – Атанас Семерджиев, Иван Пандев, Вела Пеева и Стойо Калпазанов – Никита, тръгват към Лъджене и Каменица. Целта им е да намерят и приберат в четата група от други четирима партизани – Никола Божанов, Крум Гинчев, Стоил Гълъбов и Георги Шулев, които от доста време са в Каменския балкан и не знаят за смяната на лагера. На 26 март привечер групата се разделя – Семерджиев и Пандев остават край Лъджене, а Пеева и Калпазанов тръгват към гората над учителския санаториум, където трябва да се състои срещата с групата на Божанов. Вечерта от насрочените две срещи с лъдженските им поддръжници се състои само едната, другата се проваля. Причината разбират от дошлия при тях младеж – Пеева и Семерджиев са предадени от свекъра и девера на голямата сестра на Вела. Сутринта Пеева и Калпазанов решават да се оттеглят към планината. Към 6 часа под Хасковските колонии пристига жандармерия. Друга рота тръгва от Каменица. Пеева и Калпазанов се изкачват по пътеката към Мечешките скали. Жандармеристите ги забелязват и обстрелват. Калпазанов е ранен от граната и заловен, а Пеева успява да избяга и е укривана няколко дни от ятака Иван Содев в неговата плевня в горния край на Каменица. Всички опити да се установи връзка с партизанската чета обаче остават напразни поради засилената полицейска блокада на селото. Вела Пеева напуска Каменица и се укрива в планината в продължение на повече от месец. Изкарва сама 37 дена ранена, гладна, премръзнала и без очила при нейното силно късогледство. В самото начало на май времето застудява и отново завалява сняг. Горският стражар Иван Божков от Каменица случайно открива следите ѝ по току-що паднал сняг и съобщава на жандармерията. На 3 май жандармерията започва да претърсва гората. В 9 часа ротите от връх Арапчал се спускат надолу да претърсват местността, тъй като там често нощуват нелегалните от Лъджене и Каменица. Една от колоните води Иван Божков, който насочва жандармеристите към местността Бялата скала, където е Вела Пеева. Обкръжават я и тя води бой 5 часа, докато има патрони, след което се самоубива. Командирът на ловната дружина майор Иванов заповядва да донесат главата ѝ в щаба. Божков отрязва главата на Вела Пеева, която доставя за опознаване на командира на жандармеристите, а след опознаването поставя главата на всеобщ показ.

## Памет
В памет на Вела Пеева през 1948 г. селата Чепино, Лъджене и Каменица са обединени в град Велинград. Родната ѝ къща в Каменица е превърната в музей през 1953 г.